# TOG1
TOG1은 제2차 세계 대전 초기에 전장이 제1차 세계 대전과 같은 전쟁이 될 것이라는 예상으로 생산된 영국의 초중전차 프로토타입이었다. 휘저어진 시골과 참호를 횡단할 수 있도록 설계되었다. 단일 프로토타입이 제작되고 개선된 모델(TOG 2)이 뒤따랐지만 또 다른 크로스컨트리 설계인 처칠 전차의 성공적인 성능과 진행 중이던 기동전으로 인해 관심이 사라졌다.

## 역사
1939년 7월, 앨버트 제럴드 스턴(Albert Gerald Stern) 경이 이끄는 대전 상황에 적합한 미래 전차 설계를 위해 특수 차량 개발 위원회가 구성되었다. 제1차 세계대전 당시 육상함 위원회의 일원이자 탱크 보급 창고의 책임자였다. 이 위원회에는 제1차 세계 대전 당시 탱크 개발에 중요한 역할을 한 다른 사람들도 포함되었다. "The Old Gang"이라는 별명을 얻었고 이니셜 TOG가 디자인에 적용되었다.
중전차 설계 개발이 제안되었고, 이를 첫 번째 전차 개발자이자 첫 번째 전차 제작자인 포스터스 오브 링컨(Foster's of Lincoln)의 윌리엄 트리턴(William Tritton) 경에게 맡겨졌다.
제시된 사양은 포괄적이었다. 물에 잠기고 포격으로 파괴된 땅을 가로질러 작전할 수 있을 뿐만 아니라 100야드(91m)에서 47mm 대전차포와 105mm 야포 또는 곡사포에 저항할 것으로 예상되었다. 주무장은 전면에 장착된 야포(2.1m 두께의 철근 콘크리트에 효과적)와 두 개의 2파운드 포(후자는 스폰슨에 있음)이다. 보병에 대해 사용하기 위해 "모든 호"를 포괄하는 베사(Besa) 기관총이 있다. 하나는 전방으로 발사되고, 각 스폰슨에 하나씩, 후방으로 발사된다. 디자인은 나중에 Besa 기관총만 포함하는 더 작은 스폰손으로 수정되었다. 엄폐물을 제공하기 위해 4개의 2인치(51mm) 연막 모르타르가 포함되었다.
포스터스의 디자인 작업은 1939년 12월에 시작되어 목재 모형이 탄생했다. 앞쪽으로 참호를 건너는 능력과 보병을 수송할 수 있는 능력을 갖도록 설계되었으며, 제작 당시의 설계는 넓은 선로에서 지지되는 측면 도어와 2파운더 포로 무장한 마틸다 II 보병 탱크 포탑을 갖춘 대형 선체였다. 차체 전면 장갑에는 프랑스 샤르 B1 전차에 사용된 것과 같은 75mm 주포와 마운팅이 장착되어 있다. 계획된 스폰슨 디자인 중 어느 것도 실제로 프로토타입 선체에 설치되지 않았다.
선체 상단 위로 트랙 드라이브를 실행할 필요가 없다는 사실이 인식되어 1940년 6월 후속 설계 작업이 시작되었다. 프로토타입 TOG I은 1940년 10월에 인도되었다. 무게로 인해 전기 드라이브가 사용되었다. 각 트랙의 전기 모터에 연결된 두 개의 발전기를 구동하는 엔진이 장착됐다. 스티어링 휠은 트랙 모터의 전압을 변화시키는 전위차계에 연결되었다. 이로 인해 드라이브와 트랙이 긴장되었다. 이러한 문제로 인해 플루이드라이브 엔지니어링(Fluidrive Engineering)에서 설계한 유압 구동 장치로 전환되었으며, 이 과정은 1943년 5월까지 소요되었으며 이후 TOG 1A라고 불렸다. 유체 구동도 만족스럽지 않았다. 프로토타입은 쵸밤(Chobham)으로 보내졌다가 역사 속으로 사라진 것으로 보인다.